# الکی خوش
الکی خوش فیلمی به کارگردانی اسماعیل پورسعید و نویسندگی احمد نجیب‌زاده محصول سال ۱۳۵۳ است.

## خلاصه داستان
مریم (نوش آفرین) پس از مرگ پدرش با توطئهٔ عمو (علی اکبر مهدی‌فر) و دختر عمویش نازی (شهناز) ثروت پدری و نامزدش پرویز (امیرحسین خان شهری) را از دست می‌دهد…

## بازیگران
- رضا بیک‌ایمانوردی
- منوچهر وثوق
- نوش‌آفرین
- امیرحسین خان‌شهری
- فرهاد حمیدی
- علی اکبر مهدوی فر
- نعمت‌الله گرجی
- رضا بانکی
- منوچهر اخضرپور